# John Aaron Rawlins

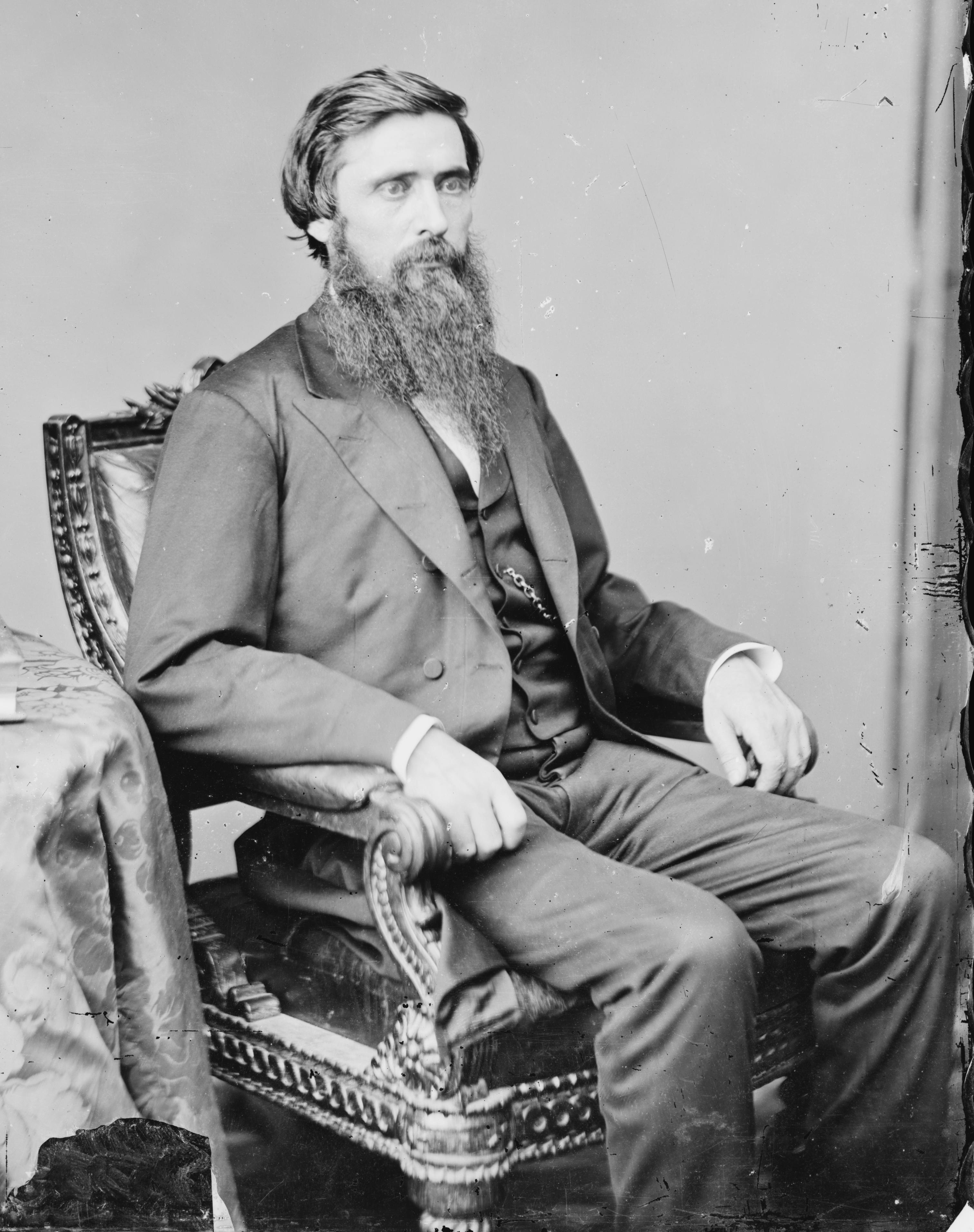
John Aaron Rawlins

John Aaron Rawlins (* 13. Februar 1831 in Galena, Illinois; † 6. September 1869 in Washington, D.C.) war ein United States Army General während des Amerikanischen Bürgerkriegs, ein Vertrauter von Ulysses S. Grant und später Kriegsminister.

## Biographie
John Rawlins wurde in Galena, Illinois, am 13. Februar 1831 geboren. Nach seiner Zulassung als Anwalt 1854 praktizierte er dort. Beim Ausbruch des Bürgerkrieges 1861 traf Rawlins Ulysses S. Grant, der ein Regiment in Galena hob, um auf Präsident Abraham Lincolns Ruf nach Truppen zu reagieren. Am Anfang diente er als freiwilliger Aide de Camp bis zu Grants Ersuchen. Danach trat Rawlins in die United States Army mit dem Rang eines Captains ein und diente unter Grant als Adjutant. Rawlins verblieb bei Grant über den ganzen Kriegsverlauf hinweg, mit einer steigenden Kompetenz und Rang, einschließlich des Inspekteurs der Army of Tennessee und der militärischen Division von Mississippi. Er wurde für seine große Aufmerksamkeit zum Detail bekannt sowie der Beachtung des korrekten Protokolls. Rawlins wurde am 11. August 1863 zum Brigadegeneral befördert. Als Grant zum Generalleutnant befördert wurde und das Kommando über die Unions-Truppen erhielt, wurde Rawlins Stabschef seines Hauptquartiers. Er wurde am 24. Februar 1865 zum Brevet Generalmajor befördert, am 3. März zum Brigadegeneral der regulären Armee und am 9. April zum Brevet Generalmajor der regulären Armee. Rawlins blieb bei Grant sogar als er vom General zum Präsidenten gewählt wurde. Er war Grants erster Kriegsminister. Wie auch immer, Rawlins hatte sich die Tuberkulose zugezogen und seine scheiternde Gesundheit machte seine Amtszeit kurz (vom 11. März bis zum 6. September 1869). Seine Ärzte empfahlen ihm nach Arizona zu gehen, wo das trockene Wüstenklima ihm gut täte. Rawlins lehnte jedoch ab und wünschte an Grants Seite zu bleiben als sein Kriegsminister. Er starb in Washington und wurde auf dem Congressional Cemetery bestattet, wobei seine Überreste dann später auf den Arlington National Cemetery verlegt wurden.
Rawlins war ein Mitglied im Bund der Freimaurer, er gehörte der Miners Lodge in Galena an.
Die Stadt Rawlins in Wyoming, Sitz der Countyverwaltung (County Seat) des Carbon Countys, sowie das Rawlins County in Kansas sind nach ihm benannt worden.

## Persönliche Beziehung mit Grant
Rawlins widmete seine Bemühungen, Grants öffentliches Image während des Krieges zu wahren. Vor dem Krieg war Grant für seine Schwierigkeiten mit dem Alkohol bekannt, jedoch zeigte ein später veröffentlichter Brief von Rawlins für Grant, den er nie zu sehen bekam, dass Grant während seines Kommandos über die Armee immer nüchtern geblieben ist. In diesem Brief, veröffentlicht 1891 – mehrere Jahre nach Grants Tod – schrieb Rawlins, „Ich finde sie wo die Weinflasche geleert worden ist, in Gesellschaft mit jenen, die trinken, und dränge sie es nicht ebenso zu machen.“ Rawlins bemerkte, dass sein Rat „beachtet und ganz gut“ war. Es bewies sich, als Grant nicht von Getränken beeinträchtigt war, als seine Entscheidungen kritisiert wurden.
Es gab Spekulationen, dass bis zum Augenblick, da Rawlins starb, er und Grant eine Entfernung aufgebaut hatten, so dass Grant seiner ständigen Aufregung über sein Image nicht mehr brauchte. Als Rawlins starb, war nur sein vorübergehender Nachfolger als Kriegsminister, General William Tecumseh Sherman, an seinem Bett. In seinen Memoiren, die er kurz vor seinem Tod schrieb, erwähnte Grant Rawlins nur zweimal, und ignorierte im Grunde ihre professionelle und persönliche Beziehung. Überlebende Mitglieder von Grants ehemaligem Stab waren empört über diese Tatsache, dass Grant jemanden brüskieren würde, der so loyal zu ihm gewesen war, wie Rawlins es gewesen war. Die wahrscheinlichste Erklärung für dieses wird vom Historiker E.B. Long gegeben, der schrieb „Es könnte sein, dass Grant nicht wünschte Rawlins überreichlich zu loben wegen der kürzlichen Meldungen, die Rawlins als Grants Beschützer vor seiner eigenen schlechte Gewohnheit vorstellen.“